# Guivat-Brener
Guivat-Brener (גבעת ברנר), situé au Sud de Rehovot, est le plus grand des kibboutzim d'Israël.
Guivat-Brener a été fondé en 1928, en hommage au poète Yossef-Haïm Brener, assassiné lors des émeutes de 1921. Le premier groupe ("kvoutza") de pionniers, préparés au travail de la terre à Rehovot, se constitue en 1926 : il est composé d'émigrants originaires de Lituanie. Le kibboutz est créé sur une surface de 200 dounam de terres, achetées par Moshé Smilanski à de petits propriétaires terriens arabes. En 1928, le kibboutz intègre un groupe d'émigrants originaire d'Allemagne.
À ses débuts, Guivat-Brener surmonte de rudes épreuves économiques. Il est le premier des kibboutzim à intégrer à l'économie agricole de l'artisanat et de l'industrie.
Le kibboutz abrite la maison de convalescence Beït-Yésha, fondée en 1935 grâce au don de Yésha Sempter, poétesse juive originaire des États-Unis, devenue alors membre du kibboutz, mais aussi l'espace culturel Sereni, en hommage à Enzo Sereni, un des fondateurs de Guivat-Brener, qui fut parmi les émissaires du Yishouv parachutés en Europe durant la Seconde Guerre mondiale. Sereni fut parachuté en Italie et capturé par les Nazis qui l'enverront mourir à Dachau. Le kibboutz abrite aussi une collection de vestiges archéologiques, découverts dans les champs alentour.
Bon nombre des membres de Guivat-Brener intègrent les rangs de la Hagana. Le kibboutz sert aussi de base logistique au Palmach, pour lequel il cache des armes et dissimule un atelier de fabrication de munitions et un second de blindage de véhicules. Le fondateur du Palmach, Yitzhak Sadeh est enterré dans le cimetière du kibboutz.
Guivat-Brener est célèbre dans le pays pour ses activités culturelles et artistiques. Il organise aussi différents congrès.
Le kibboutz Guivat-Brener compte 1600 personnes. Son activité économique repose sur les recettes provenant de l'agriculture, d'une étable, d'un poulailler, de nombreuses serres, d'un établissement de convalescence, d'un atelier d'ébénisterie, d'une usine de matériel d'arrosage, d'une usine de produits en conserve et d'une usine de meubles.